# Kamerun (gora)
Kamerun (tudi Fako) je gora in aktiven vulkan v zahodnoafriški državi Kamerun v bližini Gvinejskega zaliva. Je del kamerunske vulkanske linije, ki obsega tudi jezero Nyos, prizorišče tragedije leta 1986, ko so se iz jezera sprostile velike količine ogljikovega dioksida in zahtevale življenja približno 1800 ljudi. Zadnja dva izbruha vulkana Kamerun sta se zgodila 28. marca 1999 in 28. maja 2000.
Kamerun se kot eden najvišjih afriških vrhov vzpenja do 4.095 metrov nad morjem pri kamerunski obali. Strma pobočja tvorijo hribovje iz večinoma bazaltne mineralne sestave, stoji pa na predkambrijskih kamninskih temeljih, prekritih z nanosi iz krede in kvartarja. Na območju je najti več kot 100 pepelnatih stožcev, ki se nahajajo na vzporedni liniji z masivnim, okoli 1400 km³ velikim osrednjim vulkanom, večinoma na njegovih pobočjih. V bližini na jugu se nahaja tudi Etinde ali Mali Kamerun.
V zgodovini je aktivnost vulkana prvič popisal v 5. stoletju pr. n. št. kartažanski raziskovalec Hanon. Vse od takrat obstajajo redna pričevanja o izbruhih Kameruna, med drugim leta 1922, ko je lava iz stranskega stožca dosegla obale Atlantika, ter leta 1999, ko se je ta ustavila le kakih 200 metrov pred obalo.
Vzpetina je pohodniški cilj, nanjo pa se je prvi povzpel Sir Richard Francis Burton leta 1861. Potovanje na ta vrh leta 1897 pa v svojem delu Travels in West Africa natančno popisuje angleška raziskovalka Mary Kingsley.